# 過酸化クロム(VI)

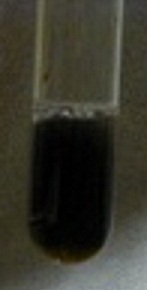
過酸化クロム(VI)の水溶液

過酸化クロム(VI)（かさんかクロム ろく、英: chromium(VI) peroxide）は化学式が CrO5 と表されるクロムの過酸化物である。酸性過酸化水素水にクロム酸ナトリウムのようなクロム酸塩を加えることによって得られる不安定な化合物である。過酸化クロム(VI)が生じると、一般に黄色のクロム酸塩は暗青色〜暗茶色に変化する。金属クロム酸塩は過酸化水素水および酸と反応して、過酸化クロム(VI)と水、酸の金属塩を与える。
{\displaystyle {\ce {M2CrO4\ + 2H2O2\ + 2H^+ -> CrO5\ + 3H2O\ + 2M^+}}}
数秒後に過酸化クロム(VI)は分解し、クロム(III)が生じて溶液は緑色になる。
{\displaystyle {\ce {2CrO5\ + 7H2O2\ + 6H^+ -> 2 Cr^{3+}\ + 10H2O\ + 7O2}}}
CrO5 中のクロム原子は、オキソ配位子1つとペルオキソ配位子2つの、合計5つの酸素原子と結合している。

## 誘導体

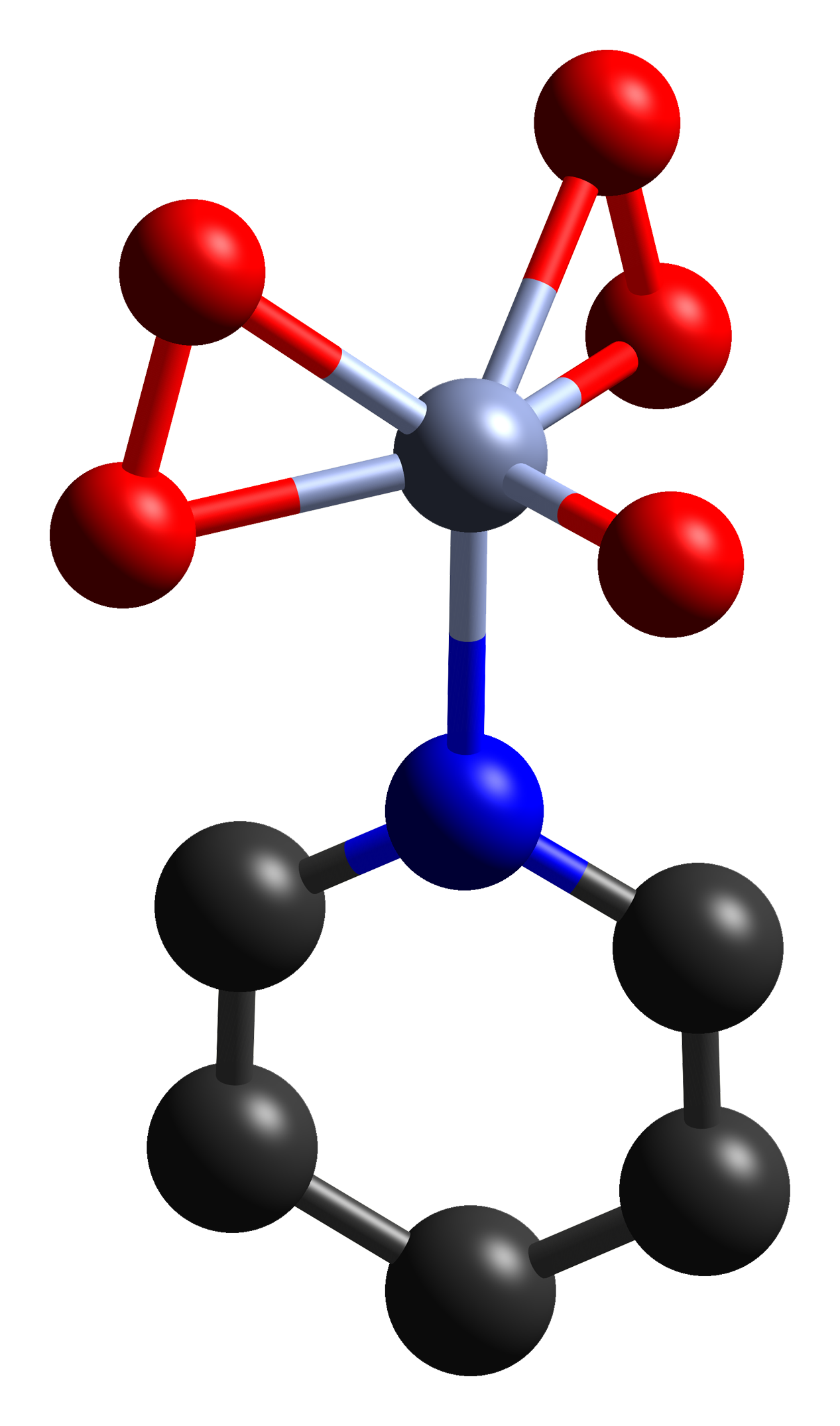
CrO_{5} のピリジン錯体

ビピリジル錯体、ピリジル錯体やエーテラートとして安定化された過酸化クロム(VI)は、有機化学において効果的な酸化剤となることが発見された。ピリジル錯体の構造は結晶学的に決定された。